# 김천종합스포츠타운 보조경기장
김천종합스포츠타운 보조경기장(金泉綜合스포츠타운補助競技場, Gimcheon Sports Town Auxiliary Stadium)은 대한민국 경상북도 김천시에 있는 스포츠 시설이다. 천연잔디 필드와 우레탄 트랙이 갖춰진 경기장이며, 2016년에 준공되었다.

## 참고 문헌
- “김천종합스포츠타운 보조경기장”. 김천시청.
- 〈김천종합스포츠타운〉. 《한국향토문화전자대전》. 한국학중앙연구원. 2021년 10월 9일에 원본 문서에서 보존된 문서. 2021년 10월 9일에 확인함.
- 《2020년 전국 공공체육시설 현황 (2019년말 기준)》. 대한민국 문화체육관광부. 2021.
- 《2023 전국 공공체육시설 현황 (2022년 12월말 기준)》. 대한민국 문화체육관광부. 2024.

## 같이 보기
- 김천종합스포츠타운
- 김천종합운동장